# Vilice
Vilice (en allemand : Willitz) est une commune du district de Tábor, dans la région de Bohême-du-Sud, en République tchèque. Sa population s'élevait à 134 habitants en 2020.

## Géographie
Vilice se trouve à 6 km au nord-est de Mladá Vožice, à 22 km au nord-est de Tábor et à 65 km au sud-est de Prague.
La commune est limitée par Kamberk au nord, par Načeradec à l'est, par Smilovy Hory au sud, par Běleč au sud et à l'ouest, et par Šebířov à l'ouest.

## Histoire
La première mention écrite du village date de 1377.

## Galerie

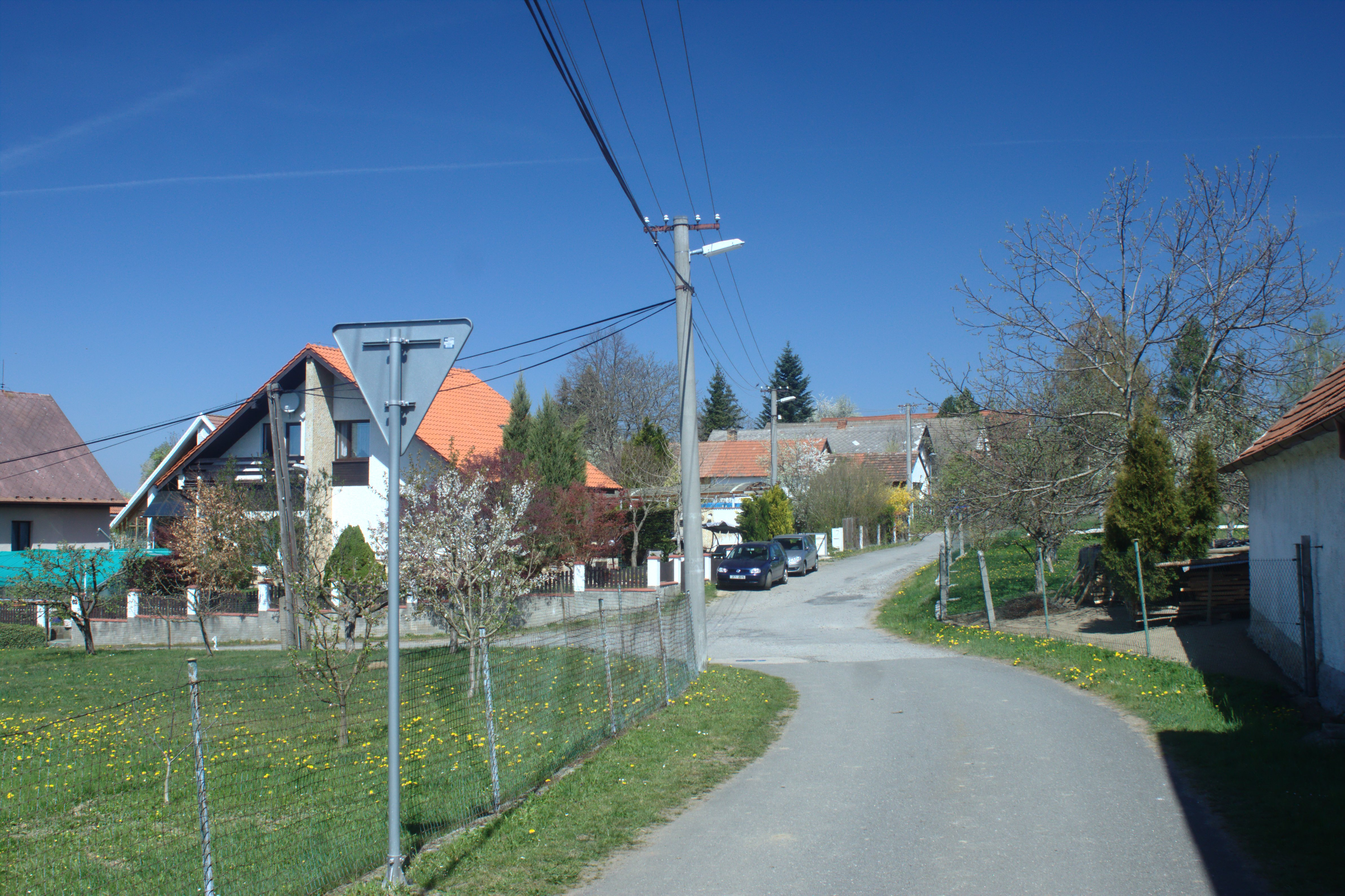
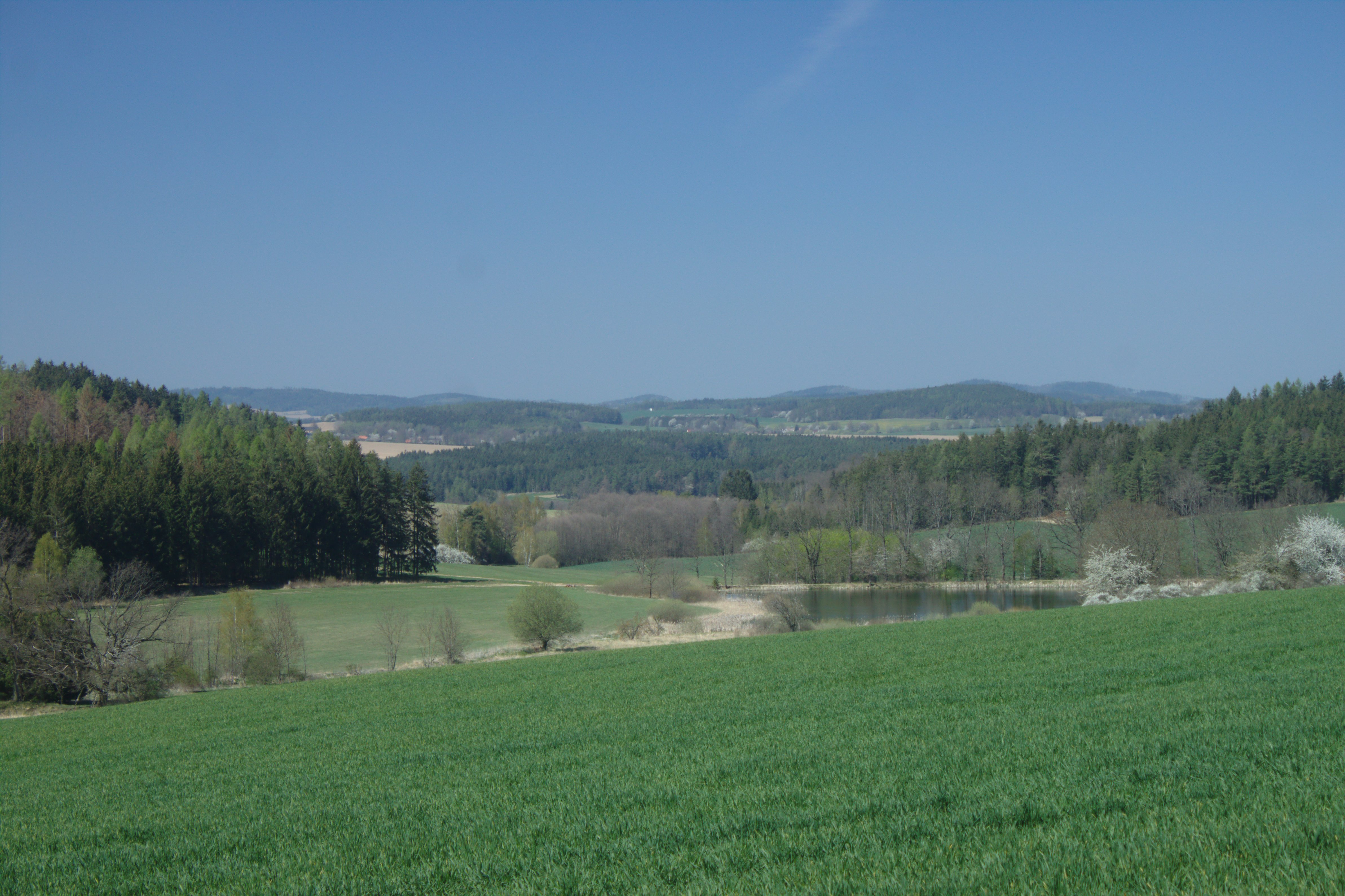
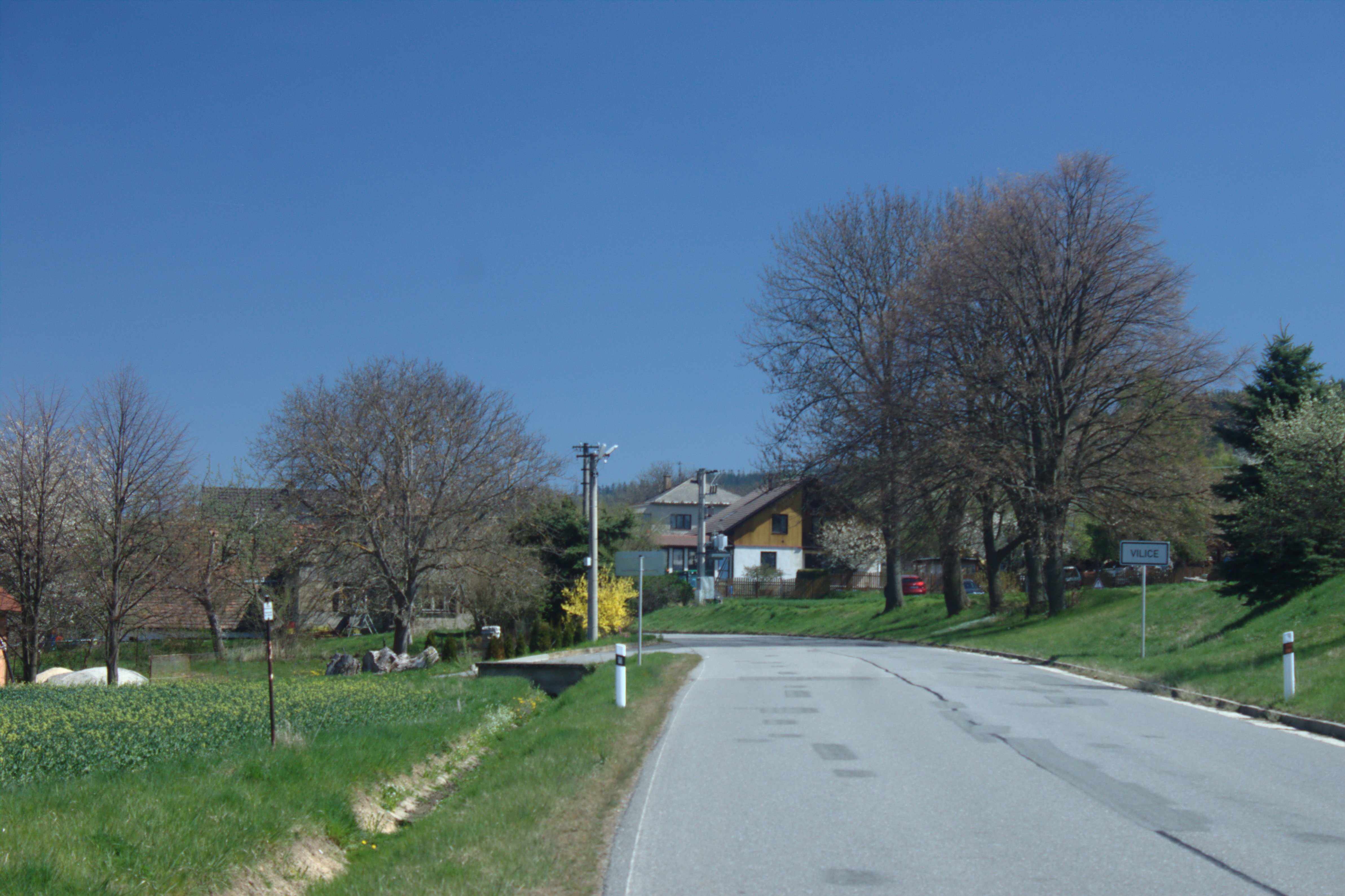
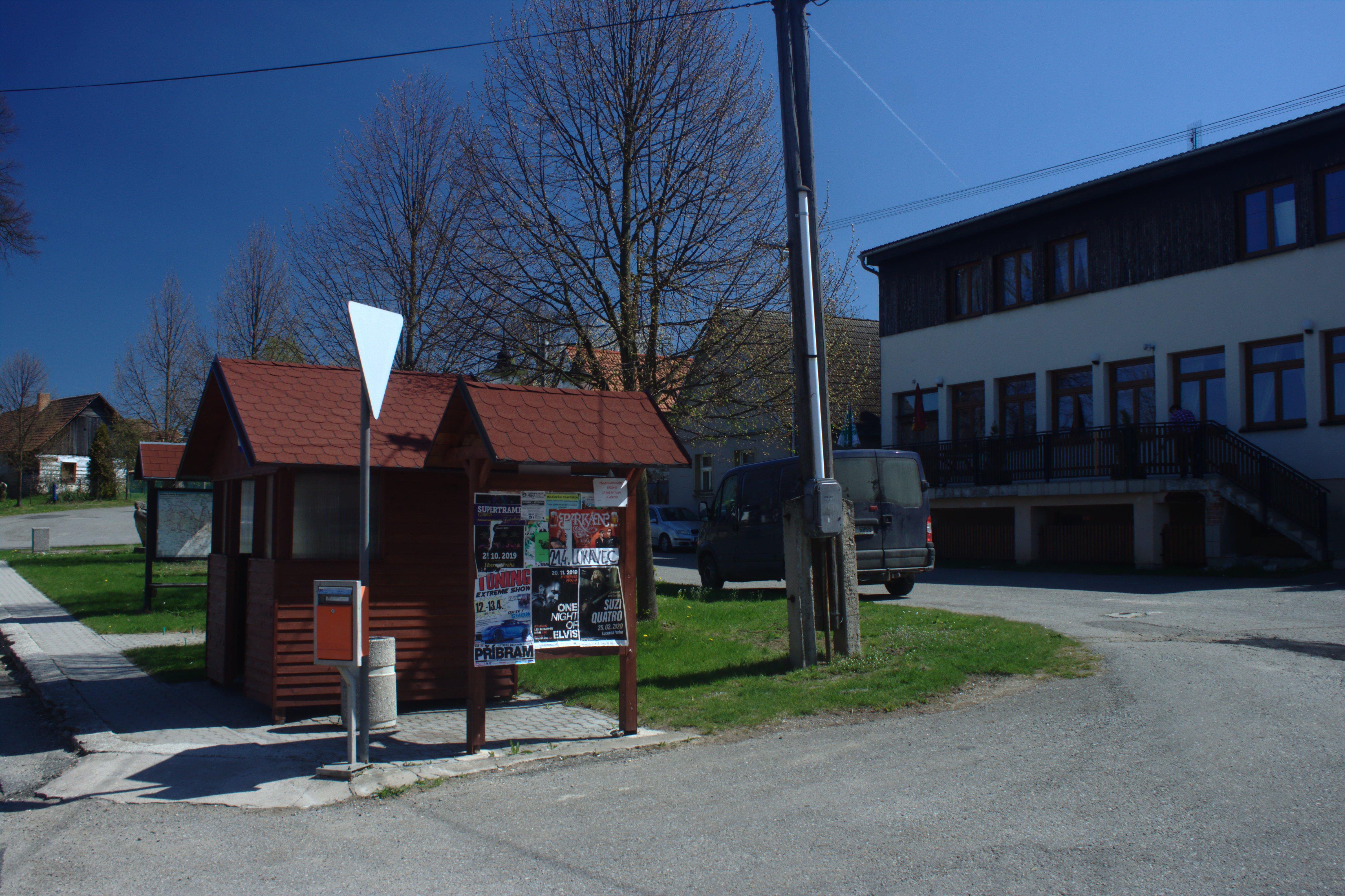
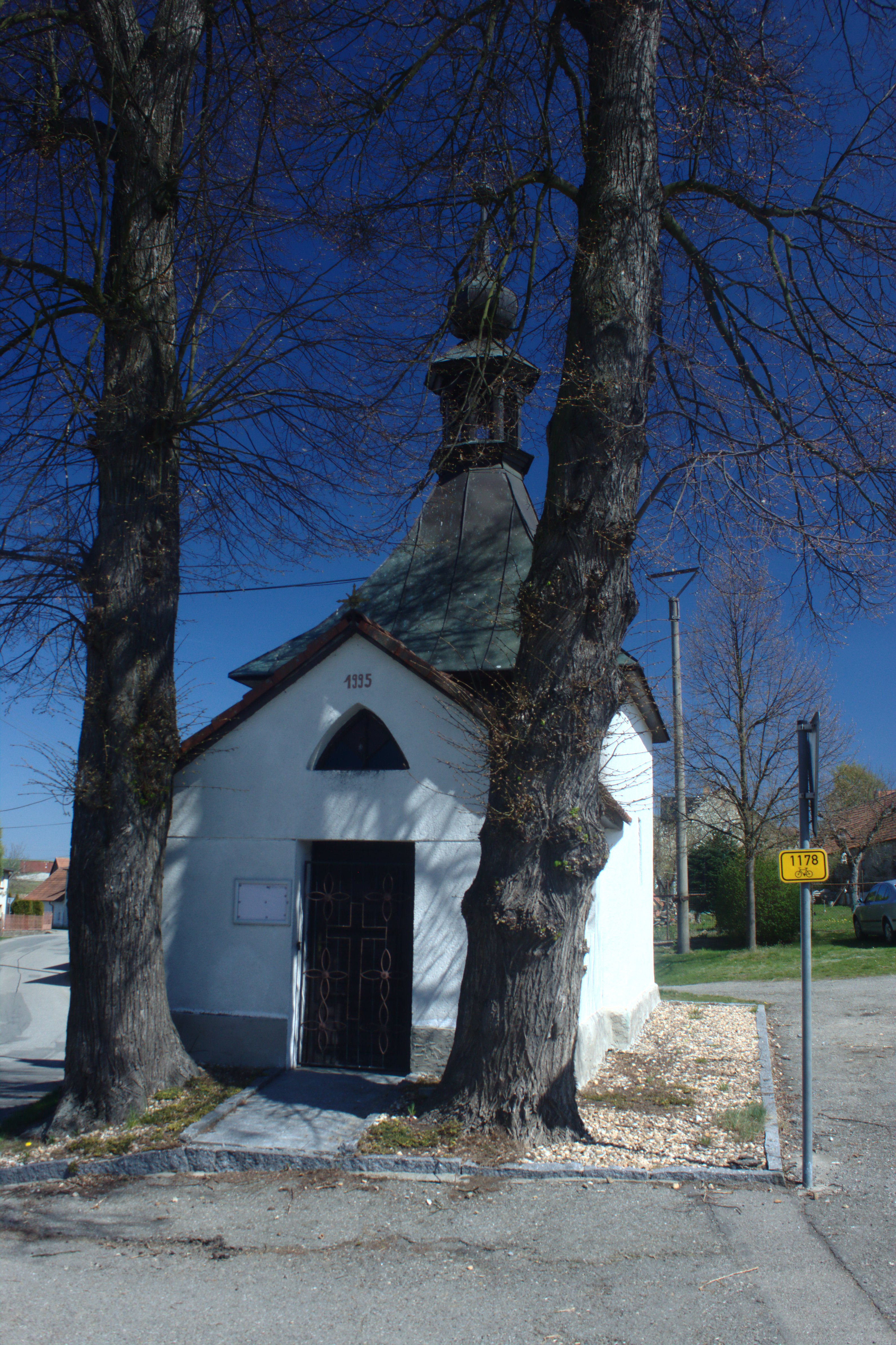